# Spreelauf
Der Spreelauf war ein Etappen-Ultramarathon, der rund 400 km entlang der Spree führte. Erstmals fand die Veranstaltung im Jahr 2000 statt und wurde in den Jahren 2001, 2002 und 2004 wiederholt. Alle Veranstaltungen wurden von Ingo Schulze organisiert. 2003 musste die Veranstaltung ruhen, weil der Organisator in dieser Zeit den Transeuropalauf durchführte. Die Veranstaltung wurde seit 2005 durch den Deutschlandlauf ersetzt.
Die Idee, einen Ultramarathon entlang der Spree zu veranstalten, hatte Henry Wehder, der im Quellgebiet der Spree aufgewachsen ist. Er konnte Ingo Schulze als Organisator gewinnen, den bis dahin einzigen mit Erfahrung im Organisieren von Etappenläufen in Deutschland. Wehder selbst übernahm die Streckenerkundung und markierte die Strecke beim ersten Spreelauf. Bei den Folgeveranstaltungen war er selbst Teilnehmer.
Der erste Spreelauf führte von der Quelle zur Mündung. Auf Grund des mangelnden Interesses des Berliner Ortsteils Spandau an der Veranstaltung wurde die Strecke im folgenden Jahr umgekehrt. Die Gemeinde Eibau-Walddorf sorgte in jedem Jahr mit dem Spreequellfest auf dem Kottmar für begeisterte Stimmung im Ziel.
Die Strecke führte entlang des Spreeradwegs und kam größtenteils ohne die Benutzung von Bundesstraßen aus, was diesen Lauf von Läufen wie dem Deutschlandlauf und Transeuropalauf stark unterschied und damit den Charakter eines Landschaftslauf unterstrich. Eine Ausnahme bildete die Etappe durch Berlin, wo einige befahrene Straßen und Ampeln auf der Strecke lagen.

## Spreelauf 2000 – 1. internationaler Spreelauf
- 21. Mai bis 26. Mai 2000
- 420 km von der Quelle zur Mündung
- 42 Teilnehmer (38 Männer, 4 Frauen)
- 36 Teilnehmer (32 Männer, 4 Frauen) erreichten das Ziel:

- Sieger Eberhard Bergner in 34 Stunden 14 Minuten 32 Sekunden
- Siegerin Ute Wollenberg in 40 Stunden 46 Minuten 49 Sekunden

## Spreelauf 2001 – 2. internationaler Spreelauf
- 28. August 2001 bis 2. September 2001
- 420 km von der Mündung zur Quelle
- 46 Teilnehmer (43 Männer, 3 Frauen)
- 33 Teilnehmer (31 Männer, 2 Frauen) erreichten das Ziel:

- Rainer Koch 33 Stunden 39 Minuten 44 Sekunden
- Ruth Jäger 54 Stunden 31 Minuten 48 Sekunden

Eine Besonderheit war der live übertragene Start im ARD-Morgenmagazin auf der IAA. Nach einem kurzen Interview einiger Teilnehmer erfolgte der Start durch Guildo Horn im Studio.

## Spreelauf 2002 – 3. internationaler Spreelauf
- 13. August 2002 bis 18. August 2002
- 420 km von der Mündung zur Quelle
- 48 Teilnehmer (41 Männer, 7 Frauen)
- 40 Teilnehmer (34 Männer, 6 Frauen) erreichten das Ziel:

- Robert Wimmer 32 Stunden 43 Minuten 1 Sekunden
- Simone Stegmaier 48 Stunden 5 Minuten 9 Sekunden

## Spreelauf 2004 – 4. internationaler Spreelauf
- 31. August 2004 bis 5. September 2004
- 407 km von der Mündung zur Quelle
- 34 Teilnehmer (29 Männer, 5 Frauen)
- 27 Teilnehmer (23 Männer, 4 Frauen) erreichten das Ziel:

- René Strosny 32 Stunden 30 Minuten 57 Sekunden
- Simone Stegmaier 42 Stunden 45 Minuten 25 Sekunden